# 国友重章
国友 重章（くにとも しげあき、文久元年（1861）12月 - 明治42年（1909年）7月16日）は、明治時代のジャーナリスト。熊本出身で、内閣法制局などに勤めた後、新聞『日本』の記者になり、条約改正に反対した。また、閔妃殺害事件に関与するなど、国権論者として活動した。

## 経歴
文久元年12月（1861年12月31日から1862年1月29日の間）、熊本藩士・国友半右衛門の長男として生まれる。父は儒学者であり、国友古照軒として知られる。重章は幼名を半太郎といい、のち随軒とも号す。重章の名の読み方は通常「しげあき」であるが、「ぢうしやう」とルビを振られることもある。
国友は、幼いとき神童と呼ばれ、12～13歳の頃から詩文を得意とし、皆から将来を嘱望される。また、国事を議論することを好む。1877年、数えて17歳のとき、西南戦争において西郷軍に味方し、佐々友房の部隊に属して各地を転戦し、最後まで奮闘する。西南戦争に敗れた後は放免される。
西南戦争の翌年、父の国友古照軒が私塾・論世堂を開く。国友重章は父の塾を手伝う。塾の門下生には佐々友房、高橋長秋、池辺三山がいる。いずれも西南戦争の敗軍の関係者であり、佐々友房は熊本隊1番小隊長をつとめ、高橋長秋も熊本隊に加わり、池辺三山は父の池辺吉十郎が熊本隊を率いて戦い敗れ捕らえられ斬刑に処されている。塾では門弟と畑を耕し桑を植える。講義の後は先哲の話や時事を評論して門弟を啓発する。塾の教育方針は門弟の佐々友房が後に定めた済々黌三綱領によく似ており、塾の思想は済々黌に受け継がれていく。
国友重章は、1883年に初めて上京し、同郷の井上毅に知られる。井上毅は宮内省図書頭に任じられ、後に内閣法制局長官を兼任する。国友も宮内省に出仕した後、法制局に転じる。法制局にて精勤し、井上毅の信用を得る。井上毅の秘書をつとめ、その重要書類の浄写を任務とする。この間の1885年10月3日、井上毅の供をして伊香保温泉を訪れる。また、1886年3月1日、徳富猪一郎（蘇峰）の自費出版本『第十九世紀之青年及教育』を井上毅に渡す。井上毅は同書を読み、心神飛躍・感激衝胸という感想を佐々友房に伝える。
1887年に井上馨の条約改正交渉が問題化すると、国友はこれに憤慨し、当時部内で極秘にされていたボアソナードその他の反対意見書を漏洩する。これにより世論を沸騰させ、条約改正問題を中止に追い込む。その結果、国友自身も直ちに官界を退く。また一説によると、国友は井上毅と意見が合わず、この年の春に辞職して去り、行方不明になっていたともいう。このとき免職された復讐のためロエスレルの憲法案を漏洩したという説もある（後述）。
その後は『東京電報』紙の記者になる。同紙は1889年に『日本』に改題する。同紙を主催する陸羯南は国友の親友であるという。国友は陸羯南らとともに同紙の経営に尽くし、その結果、同紙は成功を果たす。
1889年に大隈重信の条約改正交渉が問題になると、国友は再び対外硬派の急先鋒として条約改正案に反対し、日夜国事に奔走する。新聞に論説を書き、また、大同団結運動に参加して後藤象二郎とともに各地を遊説する。その後も対外硬派の中で幹部クラスの人物として活躍する。条約改正問題に深い関心を寄せ、1892年には『条約改正及内地雑居 一名内地雑居尚早論』を出版する。同書は当時の内地雑居尚早論の中でもレベルの高いものであるという。同書出版と同じ年から『東北日報』の主筆を勤める。その前には濃飛日報の設立にも尽力している。こうした活動により文名を高めていく。
日清戦争で大陸問題への関心を深め、1895年に朝鮮の漢城新報に入る。同年の閔妃殺害事件に関与し、帰国後拘引されるが、広島地裁の予審により免訴・放免される（後述）。
1897年の東亜同文会の設立に際しては、近衛篤麿に従って同志とともに尽力する。翌年、同会の幹事になる。1900年に国民同盟会が発足すると、近衛篤麿の下で幹部として周旋する。1903年には対露同志会に参加し、ここでも幹部として尽力する。これらの会でアジア主義を主張する。また講和条約反対同志会などでも幹部として尽力する。これら各会の宣言書はどれも国友が起草したものだという。1905年には日比谷焼打事件に参加する。
1906年には北朝鮮に入り間島を視察する。翌年2月に帰京した後、北朝鮮経営に関する意見を同志や当局者に説くとともに、間島問題を世間に紹介する。
1909年3月、進歩党改革派が新政党組織の目的を発表する。新政党組織の議論が始まったとき、国友は陰ながら各派の間で奔走し周旋した。国友の政治上の生命は一意に東洋問題にあり、新党議論に関しても、国友の真意は同党によって東洋問題を鼓吹しようとするものであったという。
国友は1909年7月16日に死去する。暑気あたり気味で臥せっていたら容態が急変して急性肺炎に罹り病死した。享年49。

## 憲法案の漏洩の疑い
大日本帝国憲法の草案は井上毅が秘密裏に起草したものだが、井上とともに憲法起草に関わった金子堅太郎が後に語ったところによると、国友重章が憲法草案の一つを漏洩したと疑われる。その経緯は以下の通りである。
国友は井上の秘書として、その重要書類の多くを浄写する任務をもっていたが、井上と意見が合わず、1887年の春に辞職して去る。同年8月下旬、星亨らが「原規」と題する文書を秘密出版する。さらに同年末から翌年にかけて、上野富左右と荒川高俊が「原規」を他の機密文書と合本し、『西哲夢物語』と題して秘密出版する。この「原規」は、井上の憲法起草の参考に備えるために、内閣顧問のドイツ人法学者ヘルマン・ロエスレルが試草した憲法案であった。
金子の回想によると、漏洩したロエスレル案は井上しか持っていなかったため、漏洩の疑いは井上に掛けられた。井上が心痛して段々と考えるに、井上の秘書として重要書類を浄写していた国友がロエスレル案を漏洩したのかもしれないということに思い当たった。この件は、国友が行方不明であるし、漏洩したのは参考資料であって憲法草案その物でもないので、深く追求する必要もあるまいということになり、そのまま放置されたという。以上が金子の回想であり、これは井上が国友を疑ったという話にすぎないが、昭和になって『西哲夢物語』が明治文化全集で復刻された際には、解題で「井上毅の秘書であつた国友重章が、免職された復讐に漏したものだと云ふことが分つた」と断定されている。

## 閔妃殺害事件への関与
国友重章は朝鮮で閔妃殺害事件に関与し、日本で拘引され訊問を受けたが、裁判所の予審により免訴・放免された。その経緯は以下の通りである。
1895年1月、日清戦争の末期に朝鮮で漢城新報が創立される。社長は国友と同じ熊本出身の安達謙蔵である。同じく熊本出身の佐々友房とその弟・正之も漢城新報の創立に加わる。佐々兄弟は国友の妻の兄弟、つまり国友の義兄弟であるという。兄・友房は、国友の父の門弟でもあり、かつて西南戦争で国友が属した熊本隊の小隊長でもあった。国友は特に同志から推されて漢城新報の主筆になり、その文名を京城に広める。
同年9月1日、三浦梧楼が朝鮮国駐箚特命全権公使として朝鮮の京城に着任する。当時朝鮮の宮中では閔妃が最も権勢を誇り、国政に介入して日本を疎外する姿勢を示していた。三浦公使はこれを聞いて憤慨し、朝鮮における日本の威信を保持するため朝鮮宮中を改革すべきことを考慮する。このとき朝鮮国王の父の大院君も宮中改革に意欲を示していたので、三浦公使は大院君を担いで王宮を制圧し、その機に乗じて閔妃を殺害することを決意する。
同年10月7日、三浦公使は安達謙蔵と国友重章の両名を公使館に招き、その知人を糾合して大院君を護衛しつつ王宮に入ることを依頼し、王宮に入る際に閔妃を殺害すべきことを教唆する。国友は安達とともに三浦公使の教唆に応えて閔妃殺害を決意し、同志の者を招集する。大院君の護衛に同意した者は24人以上おり、そのうち十数名は三浦公使からの教唆を伝えられ、各々殺意を決する。その他事情を知らずに好奇心で集まった者を含め各々凶器を携える。国友ら5名を除く同志たちは龍山に大院君を迎えに行き、8日未明、大院君を連れて出発し、西大門外で日本兵守備隊の到着を待ち、朝鮮兵訓練隊を前衛として王城に急進する。その途中、国友ら5名もこれに加わる。日の出のころ、皆で光明門より王城内に突入し、直ちに後宮に向かう。騒擾の中、閔妃は後庭で殺害され、遺体はその場で焼き棄てられる。
事件後、国友らは退韓（朝鮮からの出国）を命じられ、10月26日までに広島の宇品港で拘引される。当時の新聞記事では、国友は退韓者リストの筆頭に挙げられ、しかも氏名の傍らに圏点を特に振られている。退韓者36人中20人は国友と同じ熊本県人である。国友は広島地裁の予審判事から数日にわたって訊問をうける。そのうち10月28日分の訊問調書の写しが翻刻されている。
翌年1月20日、広島地裁が、国友を含む48人の被告に対して謀殺及兇徒嘯聚事件の予審終結決定を言い渡す。国友らが閔妃殺害を決意して後宮に侵入した事実を認定したものの、殺害を実行したと認めるための証拠が十分でないとして、被告人全員を免訴し、国友らの放免を決める。国友は翌月放免される。
事件から110年後の2005年5月10日、国友重章の外孫を称する人物が謝罪する。その人物は当時84歳の男性で、韓国人プロデューサーに要求され、京畿道南楊州にある墓陵を訪れ、閔妃の墓陵に向かって土下座して3度頭を下げ、「家族にしか知らせてこなかったが、日本に帰れば多くの人にここで見て感じたことを話すつもり」とか「日本の皇室が謝罪しなければならない」などと語ったという。